# Locomotiva FS 180
Le locomotive gruppo 180 sono state macchine a vapore con tender di rodiggio 1-2-0 che le Ferrovie dello Stato acquisirono, dopo il 1905, in seguito al riscatto della Rete Mediterranea che a sua volta le aveva acquisite in seguito all'assegnazione delle linee delle precedenti compagnie; temporaneamente, fino al riordino del 1907 furono assegnate al gruppo 190.

## Storia
Le locomotive del gruppo erano pervenute alla Rete Mediterranea nel 1885 in seguito alla ripartizione delle ferrovie precedenti tra le tre grandi reti. Si trattava di locomotive per treni viaggiatori costruite nel 1854. Acquisite dalle Ferrovie dello Stato nel 1905 in seguito al riscatto delle reti furono prima immatricolate nel gruppo 190 (1901-1904) e dal 1907 passate nel gruppo 180 con la stessa numerazione progressiva. Nell'album delle locomotive FS, al 31 dicembre 1914, il gruppo 180 risulta già estinto.

## Caratteristiche tecniche
La locomotiva fu costruita con il rodiggio 1-2-0 e asse anteriore portante, spostabile trasversalmente di alcuni millimetri, tipico delle locomotive da treno viaggiatori dell'epoca; era una macchina a vapore saturo, a 2 cilindri esterni, a semplice espansione.
Alle locomotive era accoppiato un tender a tre assi.